# Aleksandr Sienatorow
Aleksandr Siergiejewicz Sienatorow (ros. Александр Сергеевич Сенаторов; ur. 25 września?/8 października 1912 we wsi Wyszelej obecnie w obwodzie penzeńskim, zm. 24 grudnia 1992 w Moskwie) – radziecki generał porucznik lotnictwa, Bohater Związku Radzieckiego (1938).

## Życiorys
Do 1929 skończył 7 klas szkoły, uczył się w szkole lotnictwa cywilnego w Penzie, od grudnia 1930 służył w Armii Czerwonej. W 1932 ukończył wojskową lotniczą szkołę pilotów w Odessie, później był pilotem, młodszym lotnikiem i dowódcą oddziału lotniczego Sił Powietrznych Białoruskiego Okręgu Wojskowego. Od maja 1937 do stycznia 1938 uczestniczył w wojnie domowej w Hiszpanii jako dowódca oddziału samodzielnej eskadry, wykonując 105 lotów bojowych bombowcem. Po powrocie do ZSRR, w maju 1938 został zastępcą dowódcy, a w czerwcu 1940 dowódcą Sił Powietrznych Samodzielnej Armii Dalekowschodniej, w sierpniu 1938 brał udział w walkach nad jeziorem Chasan. 23 sierpnia 1939 otrzymał stopień kombriga, a 4 czerwca 1940 generała majora lotnictwa. W 1939 ukończył kursy doskonalenia wyższej kadry dowódczej przy Akademii Sztabu Generalnego, od marca do lipca 1942 był zastępcą dowódcy Sił Powietrznych Frontu Dalekowschodniego, a od lipca 1942 do lutego 1945 dowódcą 9 Armii Powietrznej. Od lutego do maja 1945 jako zastępca dowódcy 16 Armii Powietrznej ds. przysposobienia bojowego brał udział w operacji wschodniopruskiej i berlińskiej, w 1948 ukończył Wyższą Akademię Wojskową im. Woroszyłowa i został zastępcą dowódcy 9 Armii Powietrznej/54 Armii Powietrznej Nadmorskiego Okręgu Wojskowego, a od kwietnia 1949 do lutego 1955 dowodził tą armią. 11 maja 1949 otrzymał stopień generała porucznika lotnictwa. W lutym 1955 został dowódcą Sił Powietrznych Taurydzkiego Okręgu Wojskowego, od maja 1956 do lipca 1958 dowodził 26 Armią Powietrzną w Białoruskim Okręgu Wojskowym. Następnie został skierowany do Bułgarii jako starszy doradca dowódcy Sił Powietrznych i Obrony Przeciwlotniczej, później główny doradca wojskowy Ministerstwa Obrony Ludowej Republiki Bułgarii (do października 1962), w maju 1963 zakończył służbę wojskową.

## Odznaczenia
- Bohater Związku Radzieckiego (14 marca 1938)
- Order Lenina (dwukrotnie, w tym 14 marca 1938)
- Order Czerwonego Sztandaru (dwukrotnie, pierwszy raz 22 października 1937)
- Order Bohdana Chmielnickiego I klasy (29 maja 1945)
- Order Suworowa II klasy
- Order Wojny Ojczyźnianej I klasy
- Order Czerwonej Gwiazdy (trzykrotnie, pierwszy raz 25 października 1938)
- Order „Znak Honoru” (25 maja 1936)

I medale.